# Jandira Café
Jandira Carvalho de Oliveira Café (Natal, 17 de setembro de 1903 — Rio de Janeiro, 28 de fevereiro de 1989) foi a primeira-dama do país de 1954 a 1955 como esposa do 18.º presidente do Brasil, João Café Filho. Ela também foi segunda-dama brasileira de 1951 até o suicídio de Getúlio Vargas em 1954.

## Biografia

### Família
Jandira Carvalho de Oliveira nasceu na capital do Rio Grande do Norte, Natal, sendo a sexta filha do casal Ovídio Fernandes de Oliveira (1873–1928) e Joana Hercília Teixeira de Carvalho (1881–1969). Ela pertence a uma família com raízes na conhecida linhagem Teixeira de Moura. Ao longo de sua vida, Jandira compartilhou a experiência de crescer com seus irmãos, que incluíam Jurandir (1896–falecido), Maria Isabel (1898–falecida), Raimundo (1899–falecido), Iara (1900–falecida), João (1902–1956), Jurandy (1907–1981), Anália (1911–1973), Ájaro (falecido) e outro irmão Raimundo (falecido).

### Casamento
Jandira conheceu o jovem atleta João Café Filho nos gramados dos campos de futebol em 1919. O casal se casou em 17 de setembro de 1921 e teve um único filho, Eduardo, que nasceu em 1943, mas faleceu tragicamente em um acidente aeronáutico em 1974. Durante grande parte de suas vidas, Jandira e Café Filho residiram em Copacabana, Rio de Janeiro.
Desde os primórdios de sua união, Jandira esteve ao lado de seu marido, apoiando-o em suas transições de carreira. Café Filho abandonou o esporte em 1920 para se dedicar ao jornalismo, o que o expôs à perseguição por parte das oligarquias da época. Sua coragem e determinação foram evidentes em várias situações, incluindo um episódio notável em 1923, quando Café Filho participou de um manifesto em favor de aumentos salariais para estivadores, resultando em uma greve geral em Natal. Jandira, que o acompanhava, teve que fugir junto com ele de um cerco policial, buscando abrigo em Bezerros, Pernambuco.
A vida de Jandira foi marcada por sua constante presença ao lado do marido em momentos críticos, incluindo sua ascensão à presidência da República. Ela se tornou uma figura importante no contexto político do Brasil, acompanhando as complexidades e os desafios da vida pública. Seu papel como esposa de um político influente ilustra as dificuldades enfrentadas pelas mulheres da época, que muitas vezes eram obrigadas a equilibrar a vida familiar com as exigências do envolvimento político.

### Futebol feminino
Jandira em sua juventude, foi atleta e uma das jogadoras que atuava como volante no Centro Esportivo Natalense, primeira agremiação do Rio Grande do Norte que montou uma equipe feminina, tendo como fundador o seu futuro marido Café Filho.
Na sua juventude, Jandira se destacou como atleta, atuando como volante no Centro Esportivo Natalense. Essa foi a primeira equipe de futebol feminino do Rio Grande do Norte, uma iniciativa que teve como fundador o seu futuro marido, João Café Filho. A participação de Jandira no esporte demonstrou seu talento e refletiu uma época em que as mulheres começavam a conquistar espaços em atividades consideradas tradicionalmente masculinas.
O envolvimento de Jandira com o Centro Esportivo Natalense é emblemático, pois ela se tornou parte de um movimento que desafiava normas sociais e promovia a inclusão feminina no futebol. Esse contexto esportivo também foi um precursor da trajetória política de Café Filho, mostrando como suas aspirações pessoais e profissionais estavam interligadas desde o início. O apoio mútuo entre Jandira e Café Filho, que se iniciou nos campos de futebol, perdurou ao longo de suas vidas, com Jandira sempre ao lado dele em suas várias fases, desde o jornalismo até a presidência da República.

## Primeira-dama do Brasil
Jandira ascendeu ao papel de primeira-dama do Brasil em 24 de agosto de 1954, após o suicídio de Getúlio Vargas, sucedendo Darcy Vargas. Embora inicialmente não tivesse interesse na política, a experiência como primeira-dama despertou nela um novo apetite por ação social e política. Jandira se tornou uma figura significativa na vida e na carreira de seu marido, João Café Filho, contribuindo de maneira ativa em sua administração.
Um exemplo de sua dedicação às causas sociais foi sua participação, em 6 de janeiro de 1955, na distribuição do programa Natal de 1954, realizado na Faculdade Santa Úrsula em colaboração com a Organização das Voluntárias. Esse programa tinha como objetivo beneficiar famílias carentes do Distrito Federal e contou com donativos fornecidos por católicos norte-americanos. A primeira edição da distribuição havia alcançado cerca de 50 mil crianças e entidades assistenciais, evidenciando o impacto positivo de suas iniciativas.
Além disso, Jandira demonstrou seu comprometimento com a comunidade ao patrocinar um churrasco no Forte de Copacabana, em 16 de junho de 1955, cujo objetivo era arrecadar fundos para a construção da Igreja de Nossa Senhora de Copacabana. Essa ação reflete seu engajamento nas questões sociais e sua habilidade em mobilizar recursos e apoio para causas que beneficiavam a sociedade.

## Viuvez e morte
Jandira faleceu em 28 de fevereiro de 1989, no Rio de Janeiro, aos 85 anos. Sua morte ocorreu 19 anos após a perda de seu marido, Café Filho, que faleceu em 1970.